# Jennifer Rostock
I Jennifer Rostock sono un gruppo musicale rock tedesco proveniente da Berlino formatosi nel 2007 e divenuti noti nel 2008 per la loro esibizione al The Bundesvision Song Contest, piazzandosi quinti alla fine della competizione.

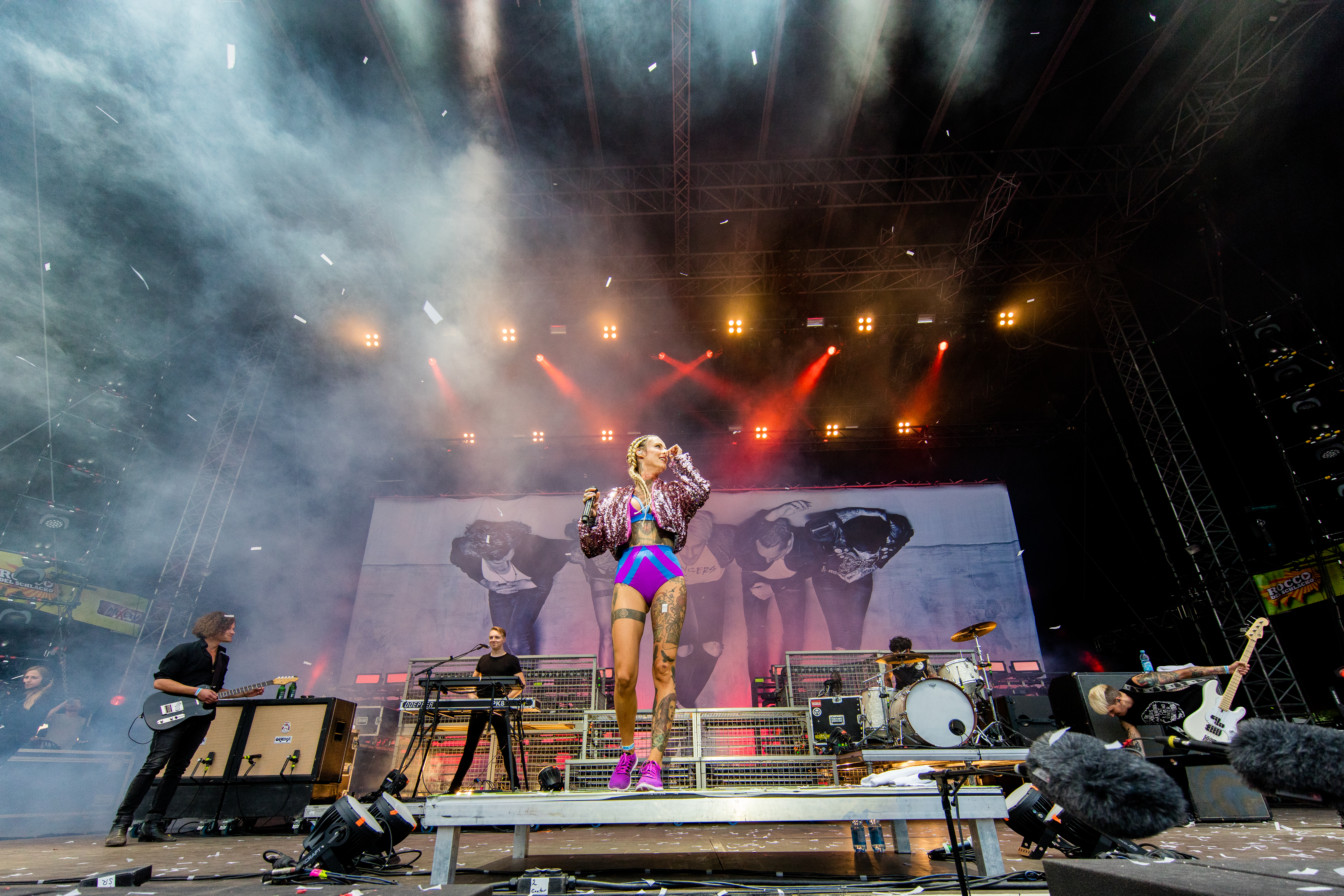
I Jennifer Rostock in concerto al Rocco del Schlacko 2016

L'album Schlaflos pubblicato nel 2014, Genau in diesem Ton del 2016 e Jennifer Rostock bleibt. (Live 2018) del 2018 si sono piazzati secondi nella classifica musicale tedesca.

## Discografia

### Album di Studio
- 2008 - Ins Offene Messer
- 2009 - Der Film
- 2011 - Mit Haut und Haar
- 2014 - Schlaflos
- 2016 - Genau in diesem Ton

### Album live
- 2012 - Live in Berlin
- 2018 - Jennifer Rostock bleibt. (Live 2018)

### Raccolte
- 2017 - Worst of Jennifer Rostock